# Carlo Torretta
Carlo Torretta (Tortona, 1834 – Tortona, 30 aprile 1905) è stato un generale italiano, che combatte durante la Seconda,  e la Terza guerra d'indipendenza e nella guerra d'Abissinia. Si distinse particolarmente nella seconda, durante la quale fu decorato con una Medaglia d'argento al valor militare e la Croce di Cavaliere dell'Ordine militare di Savoia.

## Biografia
Nacque a Tortona nel 1834, e compì gli studi nella sua città natale laureandosi ingegnere e architetto idraulico nel 1856. Assunto presso lo studio ingegneristico Grattoni di Voghera prese parte alla progettazione del traforo ferroviario del Fréjus.
Alla dichiarazione della guerra del 1859 intraprese la carriera militare nell'Armata sarda, entrando nello Stato maggiore del genio con il grado di sottotenente.
Promosso capitano nel 1861 prese parte alla guerra con l'Impero austro-ungarico del 1866, distinguendosi particolarmente nel corso dell’assedio di Borgoforte, per cui fu decorato con la Medaglia d’argento al valor militare e la Croce di Cavaliere dell’Ordine militare dei Savoia.
Partecipò poi alla campagna del 1870 che portò all'occupazione definitiva dello Stato Pontificio, e quando il governo italiano decise di costruire una nuova fabbrica d’armi, fu inviato in missione di studio in Austria-Ungheria, Germania, Inghilterra e Russia, dove ebbe modo di analizzare le tecniche più avanzate allora esistenti in questo settore dell’industria.
Dopo la costruzione di tale fabbrica, la Regia Fabbrica d'Armi di Terni, che fu realizzata nella città umbra, entrò in servizio nel Corpo di Stato maggiore, ed una volta promosso colonnello il 10 aprile 1884, assunse il comando del 38º Reggimento fanteria.
Partecipò alla spedizione in Africa del 1887, prestando servizio agli ordini del generale Alessandro Asinari di San Marzano come comandante del 1° Reggimento fanteria d’Africa in sostituzione del colonnello Coriolano Ponza di San Martino. Tale reparto di stanza a Massaua, inquadrato nella 2ª Brigata, generale Manfredo Cagni, del Corpo Speciale d'Africa prese parte alla definitiva occupazione dell'Eritrea, che divenne una colonia italiana nel 1890.
Rientrato in Patria fu promosso maggior generale, ed assunse il comando della Brigata fanteria "Cuneo". Andato in pensione fu promosso tenente generale in posizione ausiliaria l'11 luglio 1899, e visse gli ultimi anni della sua vita a Tortona, dove morì il 30 aprile 1905.

### Annotazioni
1. ↑  Altri progettisti furono gli ingegneri Germain Sommeiller e Sebastiano Grandis.
2. ↑  L'onorificenza gli fu conferita per aver tenuto il comando di sezioni di artiglieria nel giorno dell’attacco di Borgoforte e per il valore spiegato nel mantenere oltre ad un terzo della propria compagnia occupata nel servizio delle batterie dal 15 al 17 luglio 1866.

### Fonti
1. 1 2 3 4 5 6 7 8  gabi.altervista.
2. ↑  Gazzetta Ufficiale n.104 del 30 aprile 1884, pag. 1898.
3. ↑  Gazzetta Ufficiale n.159 del 10 luglio 1899, pag. 2640.
4. ↑  Quirinale - scheda - visto 25 agosto 2016